# Chasmanthium curvifolium
Chasmanthium curvifolium är en gräsart som först beskrevs av Valdés-reyna, Morden och S.L.Hatch, och fick sitt nu gällande namn av Joseph K. Wipff och S.D.Jon. Chasmanthium curvifolium ingår i släktet Chasmanthium och familjen gräs. Inga underarter finns listade i Catalogue of Life.